# AASI Håndbold
AASI Håndbold er underafdeling af Aalborg Studenternes Idrætsforening. Klubben har i sæsonen 2023/2024 to herrehold i hhv. Danmarksserie og serie 3, og tre damehold i hhv. 3. division, serie 2 og serie 3. I sæsonen 2013/2014 lykkedes det AASI Håndbold, at hente to 1. pladser (AASI Herre 1 & Dame 2) og en 2. plads(AASI Dame 1), mens herre 2 rykke måtte ned, efter en tæt stilling i rækken.

## Træning
Begge hold træner samtidig to gange ugentligt tirsdag og torsdag i Aalborgs multiarena Gigantium.

## Medlemmer
Klubben er åben for alle, men henvender sig primært til studerende i Aalborg. Der er ligeledes plads til alle niveauer fra rutinerede til helt nye håndboldspillere.

## Stilling 2013/2014
Herre 1 Arkiveret 8. april 2014 hos  Wayback Machine
Herre 2 Arkiveret 8. april 2014 hos  Wayback Machine
Dame 1 Arkiveret 8. april 2014 hos  Wayback Machine
Dame 2 Arkiveret 8. april 2014 hos  Wayback Machine

## Ekstern henvisning
- AASI håndbolds hjemmeside Arkiveret 4. januar 2010 hos  Wayback Machine